# Цехін (Німеччина)
Цехін (нім. Zechin) — громада в Німеччині, розташована в землі Бранденбург. Входить до складу району Меркіш-Одерланд. Складова частина об'єднання громад Гольцов.
Площа — 27,73 км2. Населення становить 657 ос. (станом на 31 грудня 2020).